# Achalgori
Achalgori nebo Leningor (gruzínsky ახალგორი, Achalgori, osetsky Ленингор, Leningor) je sídlo městského typu na řece Ksani v Gruzii ve většinou světa neuznané Republice Jižní Osetii. Žije zde 2 400 obyvatel gruzínské a osetské národnosti. Podle Gruzie se jedná o Achalgori, administrativní středisko Achalgorského okresu, který spadá do gruzínského kraje Mccheta-Mtianetie. Podle Jižní Osetie jde o Leningor, centrum Leningorského rajonu Republiky Jižní Osetie. Od srpna 2008 je město pod kontrolou na Rusku zcela závislé Jižní Osetie. Ruská armáda město obsadila v průběhu ozbrojeného konfliktu roku 2008. Důsledkem toho byl značný úbytek obyvatelstva, především z důvodu odchodu mnoha Gruzínů do vnitrozemí. Většina průmyslových závodů v 90. letech zkrachovala, v provozu je místní pivovar produkující mimo jiné pivo značky Karlův most.

## Název
Do roku 1934 se sídlo nazývalo gruzínsky Achalgori a osetsky Achalgor, což znamená nová hora. Poté bylo přejmenováno po V. I. Leninovi na Leningori (Leninova Hora), osetsky: Leningor. Po rozpadu Sovětského svazu gruzínská vláda odstraňovala z místních názvů jména bolševických politiků, proto se vrátila k původnímu názvu Achalgori. Vedení separatistické Jižní Osetie tento krok nenásledovalo a ponechalo v platnosti jméno Leningor.

## Externí odkazy

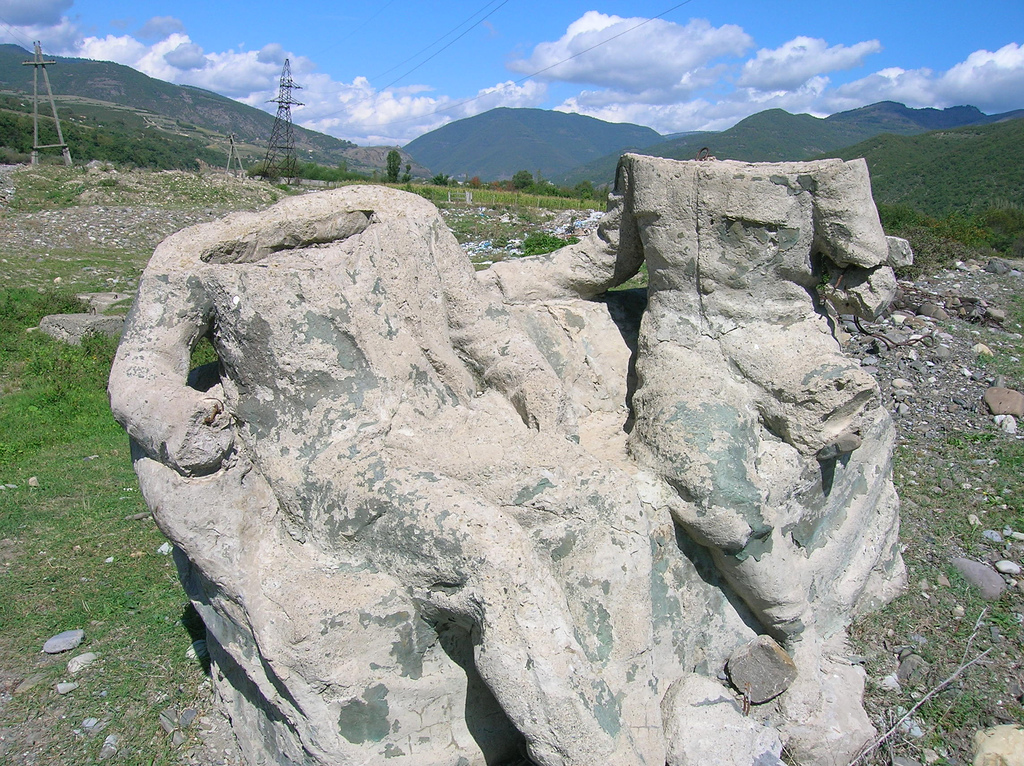
Zničený památník J. V. Stalina a V. I. Lenina v Achalgori